# Spigaleos horneroides
Spigaleos horneroides is een mosdiertjessoort uit de familie van de Celleporidae. De wetenschappelijke naam van de soort is, als Cellepora horneroides, voor het eerst geldig gepubliceerd in 1904 door Waters.